# Factor de forma atómica
En física, se denomina factor de forma atómica, o también factor de dispersión o de difusión atómica a una cantidad que expresa la capacidad de un átomo de dispersar una onda electromagnética. El factor de forma atómica depende de la naturaleza de la interacción entre la onda y el átomo, dependiente a su vez del tipo de la radiación incidente. En la cristalografía de rayos X, neutrones o electrones se utilizan los factores de dispersión atómica para calcular el factor de estructura, a partir del cual se puede determinar la estructura molecular de un sólido en estado cristalino.

## Definición general

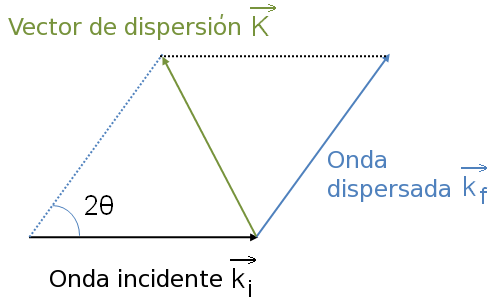
Diagrama que muestra la relación entre los vectores de onda incidente, emitida, el vector de dispersión y el ángulo de dispersión

El factor de dispersión atómico {\displaystyle f(\mathbf {k} )} surge en la descripción de la dispersión de una onda electromagnética  {\displaystyle \Psi _{i}(\mathbf {r} )} con vector de onda {\displaystyle \mathbf {k} _{i}} por un átomo o ion. La expresión para la onda dispersada  {\displaystyle \Psi _{f}(\mathbf {r} )} es:
{\displaystyle \Psi _{f}(\mathbf {r} )=\Psi _{i}(\mathbf {r} )f(\mathbf {k} )\mathrm {e} ^{-i\mathbf {k} _{f}\cdot \mathbf {r} }}
donde {\displaystyle \mathbf {k} _{f}} es el vector de onda de la onda dispersada y {\displaystyle \mathbf {k} } es el vector de dispersión, definido como el vector diferencia entre los vectores de onda de los haces dispersado e incidente:
{\displaystyle \mathbf {k} =\mathbf {k} _{f}-\mathbf {k} _{i}}
El factor de dispersión atómica se define como la transformada de Fourier de la función de densidad espacial {\displaystyle \rho (\mathbf {r} )} del átomo, es decir, es una descripción de la «forma» atómica en el espacio recíproco. Matemáticamente se expresa así:
{\displaystyle f(\mathbf {k} )=\int _{0}^{\infty }\rho (\mathbf {r} )\mathrm {e} ^{i\mathbf {k} \cdot \mathbf {r} }\mathrm {d} \mathbf {r} }

## Dispersión de rayos X

Factores de dispersión atómica de rayos X para átomos de oxígeno (en azul), cloro (en verde), anión Cl (magenta) y catión K (rojo).

Los rayos X no interactúan con el núcleo atómico, pero son dispersados por la nube electrónica del átomo; la amplitud del haz de rayos X dispersado depende del número atómico {\displaystyle Z}, por lo que los rayos X no son eficaces para la detección de elementos ligeros como el hidrógeno o la identificación precisa de los átomos en la muestra, debido al débil contraste entre elementos adyacentes de la tabla periódica. La función {\displaystyle \rho (\mathbf {r} )} representa en este caso la densidad electrónica alrededor del núcleo del átomo. El factor de dispersión atómica se expresa en electrones (e-). En la difracción de rayos X se suele tratar a {\displaystyle \rho (\mathbf {r} )} como una función esférica, aproximación válida en la mayoría de aplicaciones de esta técnica.
Los primeros cálculos del factor de dispersión atómico se realizaron tomando solo en cuenta la dispersión elástica para un átomo con simetría esférica que contiene {\displaystyle Z} electrones independientes.  Esta aproximación para el factor de dispersión elástica {\displaystyle f_{0}} se puede escribir como la suma de los factores de dispersión de cada electrón:
{\displaystyle f_{0}(\mathbf {k} )=4\pi \sum _{i=1}^{Z}\int _{0}^{\infty }\rho _{i}(r){\frac {\sin {kr}}{kr}}r^{2}{\mbox{d}}r=4\pi \sum _{i=1}^{Z}\int _{0}^{\infty }\rho _{i}(r)J_{0}(kr)r^{2}{\mbox{d}}r}
donde {\displaystyle \rho _{i}(r)} es la densidad electrónica del electrón {\displaystyle i} y {\displaystyle J_{0}} es la función de Bessel esférica de orden 0. Al no tomar en cuenta las interacciones entre electrones, el factor de forma atómica  {\displaystyle f_{0}} deviene un número real. Esta aproximación es apropiada cuando la energía de los rayos X incidentes es alta comparada con la energía de enlace de los electrones. En el caso extremo en que el vector de dispersión tenga magnitud nula, el factor de forma es igual al número atómico del átomo:
{\displaystyle f_{0}(0)=Z}

### Interpolaciones
Las Tablas internacionales de cristalografía listan los valores de los factores de dispersión atómica para los diferentes átomos e iones en función de la resolución, expresada como {\displaystyle \sin {(\theta )}/\lambda }. En la práctica, se utilizan funciones de interpolación para cuantificar los factores de dispersión. La función más común es válida para valores de {\displaystyle \sin {(\theta )}/\lambda } comprendidos entre 0 y 2 Å, que corresponde a la resolución para la mayor parte de los experimentos de difracción.
{\displaystyle f_{0}\left({\frac {\sin {\theta }}{\lambda }}\right)\approx \sum _{i=1}^{4}a_{i}\mathrm {e} ^{-b_{i}\left({\frac {\sin {\theta }}{\lambda }}\right)^{2}}+c\,}
Los valores de {\displaystyle a_{1}}, {\displaystyle b_{1}}, {\displaystyle a_{2}}, {\displaystyle b_{2}}, {\displaystyle a_{3}}, {\displaystyle b_{3}}, {\displaystyle a_{4}}, {\displaystyle b_{4}} y {\displaystyle c} se encuentran igualmente en las Tablas internacionales de cristalografía.
Para resoluciones entre 2 y 6 Å, se usa con preferencia la función de interpolación logarítmica siguiente:
{\displaystyle \ln {\left[f_{0}\left({\frac {\sin {\theta }}{\lambda }}\right)\right]}\approx \sum _{i=1}^{3}a_{i}s^{i}.}

### Dispersión anómala

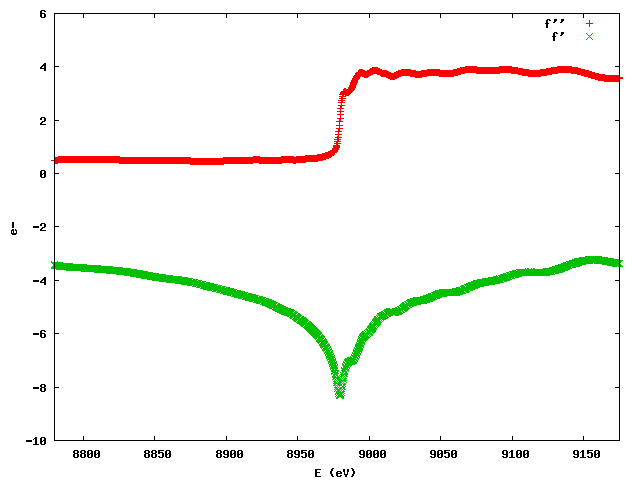
Valores de y en función de la energía de la onda incidente

Cuando la energía de los rayos X es similar a la energía de enlace que mantiene a los electrones en un determinado nivel atómico, {\displaystyle f_{0}} deja de ser una aproximación válida para el factor de forma atómica. En este caso la dispersión de los rayos X por los electrones se puede describir mediante el modelo del oscilador armónico amortiguado en presencia de una fuerza externa, donde los osciladores —los electrones— entran en resonancia con el campo electromagnético, oscilando en fase con este. Dichos electrones pueden además absorber energía de los rayos X y alcanzar un nivel de energía atómico superior. Al decaer al nivel atómico fundamental, los electrones emiten radiación característica cuya energía es la diferencia entre los niveles excitado y fundamental.
La dispersión anómala se describe matemáticamente por un número complejo, el factor de forma atómica anómalo, que, al contrario que {\displaystyle f_{0}}, depende de la frecuencia de oscilación de la onda electromagnética incidente, relacionada con el vector de onda por la velocidad de la luz {\displaystyle c}: {\displaystyle \omega =c|\mathbf {k} _{i}|}.
{\displaystyle f_{a}(\omega )=f'(\omega )+if''(\omega )}
La parte real {\displaystyle f'} se conoce como término dispersivo; la parte imaginaria, {\displaystyle f''}, es el término de absorción, por estar relacionada con la sección eficaz de absorción atómica {\displaystyle \sigma } de la siguiente forma:
{\displaystyle f''(\omega )={\frac {mc\omega \sigma (\omega )}{4\pi e^{2}}}}
donde {\displaystyle m} y {\displaystyle e} son la masa y carga del electrón respectivamente. {\displaystyle f'} y  {\displaystyle f''} están relacionadas por las ecuaciones de Kramers-Kronig. Así, {\displaystyle f'} se puede calcular a partir de {\displaystyle f''}:
{\displaystyle f'(\omega )={\frac {2}{\pi }}\int _{0}^{\infty }{\frac {\omega 'f''(\omega ')}{\omega ^{2}-\omega '^{2}}}d\omega '}
El factor de forma atómica total {\displaystyle f} es la suma del factor elástico y el factor anómalo:
{\displaystyle f=f_{0}+f'(\omega )+if''(\omega )}

### Efecto Compton
El efecto Compton consiste en una transferencia de energía entre un fotón del haz incidente y un electrón del átomo.  La probabilidad de que esto ocurre es mayor para energías del haz mayores que la energía de enlace de los electrones. Mientras que en los experimentos de cristalografía de rayos X la radiación emitida por los procesos inelásticos se puede sustraer fácilmente de los puntos de difracción cristalina sin necesidad de cuantificar el efecto, en algunos experimentos de difracción en materiales no cristalinos, es conveniente tener en cuenta la contribución a la dispersión total de los distintos modos de interacción para obtener una medida más precisa de la difracción elástica. En esto casos se usa un factor atómico de forma generalizado que incluye estados excitados de los electrones:
{\displaystyle f=\langle \Psi _{f}|\sum _{j}\mathrm {e} ^{i\mathbf {k} \cdot \mathbf {r} _{j}}|\Psi _{i}\rangle }
El valor exacto de esta expresión se puede calcular para el átomo de hidrógeno. Para otros átomos, se puede utilizar el método analítico propuesto por Bloch en 1934 o las aproximaciones de Waller y Hartree.

### Átomos en moléculas

localización de la densidad electrónica en dos átomos enlazados

Los átomos forman a menudo enlaces entre ellos, dando lugar a moléculas. Estos enlaces deforman la nube de electrones de los átomos. El efecto de esta deformación en el factor de dispersión atómica es generalmente pequeño, pero debe tomarse en cuenta para conocer en detalle la densidad electrónica en un sólido. La función de densidad electrónica se calcula a partir de la del átomo aislado mediante la adición de términos perturbativos El factor de forma de los átomos constituyentes de la moléculas es la transformada de Fourier de la función de densidad perturbada.
Hay tres tipos de contribuciones a la densidad de electrones:
- Los electrones centrales más cercanos al núcleo atómico no participan en los enlaces químicos, por lo que su distribución {\displaystyle \rho _{c}} es esférica, al igual que en el caso de  átomos aislados.
- La distribución de los electrones de valencia se ve afectada de dos maneras por los enlaces químicos:
  - El cambio de potencial altera la fuerza de la interacción de los electrones de valencia con el núcleo atómico y, por ende, el radio de su distribución espacial.
  - Los electrones compartidos entre los átomos conformantes de la molécula no adoptan una distribución esférica.

La densidad total de electrones del átomo es, por tanto,  la suma de tres contribuciones:
{\displaystyle \rho (\mathbf {r} )=\rho _{c}(\mathbf {r} )+\rho _{v}^{e}(\mathbf {r} )+\rho _{v}^{a}(\mathbf {r} )}
donde {\displaystyle \rho _{v}^{e}(\mathbf {r} )} y {\displaystyle \rho _{v}^{a}(\mathbf {r} )} denotan las contribuciones esféricas y no esféricas a la función de densidad de los electrones de valencia.
Para describir la contribution esférica de los electrones de valencia, se usa un factor {\displaystyle \kappa } para denotar la contracción o expansión de la densidad electrónica de valencia en un átomo aislado {\displaystyle \rho _{v,0}}:
{\displaystyle \rho _{v}^{e}(\mathbf {r} )=\kappa ^{3}p_{v}\rho _{v,0}(\kappa \mathbf {r} )}
donde {\displaystyle p_{v}} representa la población de electrones de valencia que adoptan una distribución esférica.
Para la contribución no esférica de los electrones de valencia, la densidad de electrones, expresada en un sistema de coordenadas polares, se descompone en una parte radial y una parte angular:
{\displaystyle \rho _{v}^{a}(\mathbf {r} )=\rho _{R}(r)\cdot \rho _{\Theta }(\theta ,\varphi )=\kappa '^{3}\rho _{R,0}(\kappa 'r)\cdot \rho _{\Theta }(\theta ,\varphi )}
El término angular {\displaystyle \rho _{\Theta }(\theta ,\varphi )} se expresa como una expansión en armónicos esféricos {\displaystyle Y^{\ell ,m}(\theta ,\varphi )}, definidos en términos de los polinomios asociados de Legendre {\displaystyle P^{\ell ,m}(\cos {\theta })} para {\displaystyle -\ell \leq m\leq \ell } como:
{\displaystyle Y^{\ell ,m}(\theta ,\varphi )=(-1)^{m}{\sqrt {{\frac {(2\ell +1)}{4\pi }}{\frac {(\ell -|m|)!}{(\ell +|m|)!}}}}P^{\ell ,m}(\cos {\theta })\mathrm {e} ^{im\varphi }}
Como la distribución de densidad electrónica del átomo es una función real, es preferible la utilización de armónicos esféricos reales {\displaystyle y^{\ell ,m}}:
{\displaystyle \rho _{v}^{a}(\mathbf {r} )=\sum _{\ell =0}^{\infty }\kappa '^{3}\rho _{R,0}^{\ell }(\kappa 'r)\sum _{m=-\ell }^{\ell }p_{\ell ,m}y^{\ell ,m}(\theta ,\varphi )}
donde {\displaystyle p_{\ell ,m}} es la población de electrones de valencia que contribuye al término angular.
Sumando los distintos términos, se obtiene:
{\displaystyle \rho (\mathbf {r} )=\rho _{c}(\mathbf {r} )+\kappa ^{3}p_{v}\rho _{v,0}(\kappa \mathbf {r} )+\sum _{\ell =0}^{\infty }\kappa '^{3}\rho _{R,0}^{\ell }(\kappa 'r)\sum _{m=-\ell }^{\ell }p_{\ell ,m}y^{\ell ,m}(\theta ,\varphi )}
En el caso de un cristal, la densidad electrónica atómica de un átomo está sujeta a las limitaciones impuestas por simetría, que determinan cuáles de los términos {\displaystyle \ell ,m} pueden estar presentes en la expresión para la función {\displaystyle \rho (\mathbf {r} )}. Los parámetros {\displaystyle \kappa }, {\displaystyle \kappa '}, {\displaystyle p_{v}} y {\displaystyle p_{\ell ,m}} se pueden obtenerse por refinamiento de la estructura cristalina, siempre que existan datos a muy alta resolución.

## Dispersión de neutrones
Los neutrones interactúan con el núcleo de los átomos y con su momento magnético

### Interacciones nucleares

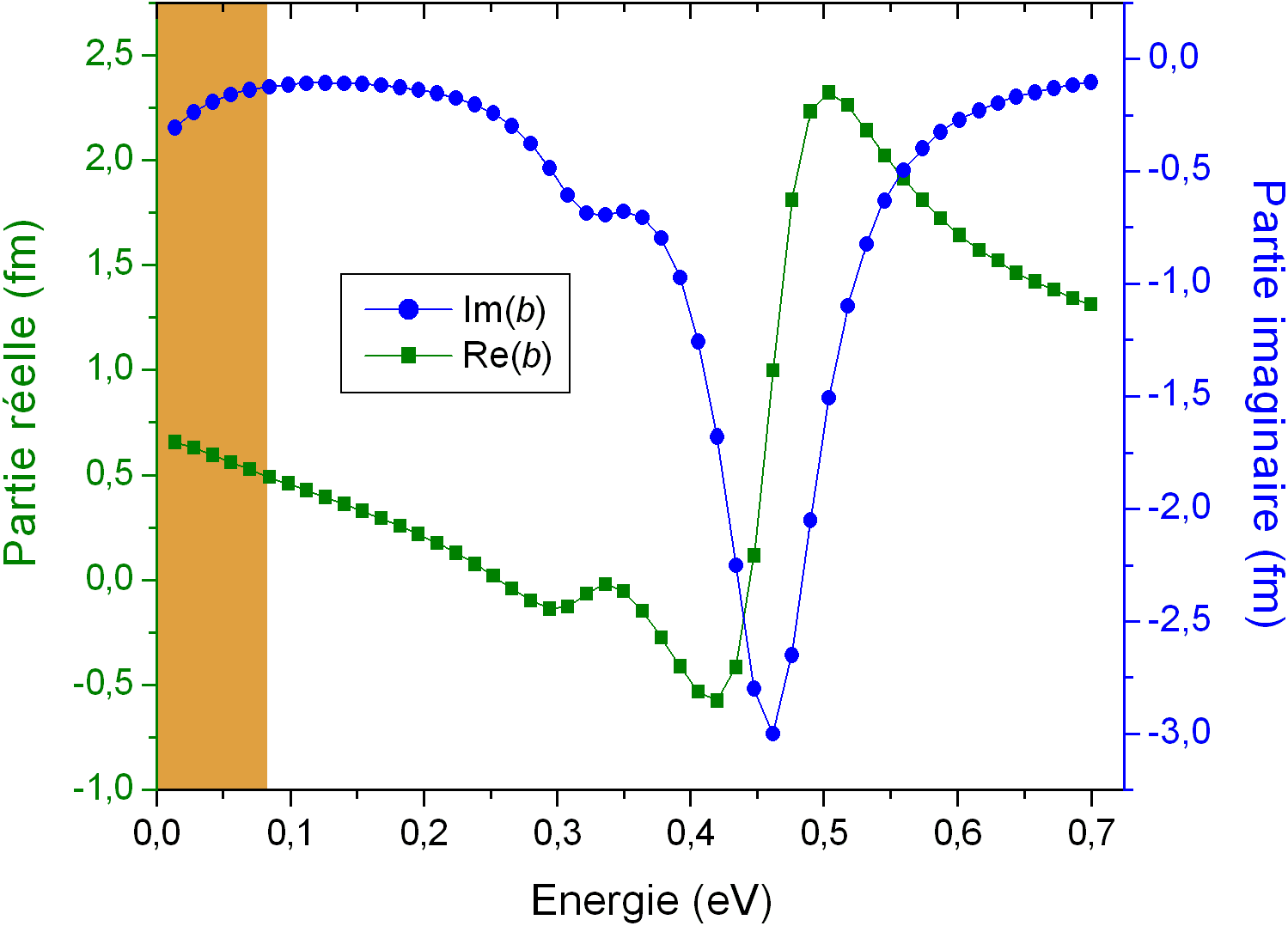
Componentes real (en verde) e imaginaria (en azul) de la amplitud de dispersión del isótopo de europio ^{151}Eu en función de la energía de los neutrones incidentes. El rango de energías de los neutrones térmicos se indica en naranja.

La dispersión de un neutrón libre por un núcleo es mediada por la interacción fuerte. La longitud de onda de los neutrones térmicos —del orden de Å— y neutrones fríos —de hasta varias decenas de Å— es entre 4 y 5 órdenes de magnitud mayor que el tamaño del núcleo y el haz de neutrones libres incidente se comporta como un onda plana; el núcleo actúa como una fuente puntual secundaria y el haz de neutrones dispersados es una onda esférica. A pesar de tratarse de un fenómeno cuántico, puede explicarse en términos clásicos mediante el principio de Fresnel - Huygens.
Para representar matemáticamente la distribución de densidad espacial del núcleo, {\displaystyle \rho (\mathbf {r} )}, infinitesimalmente pequeña en comparación con la longitud de onda de los neutrones, se usa la distribución de Dirac {\displaystyle \delta }. El pseudopotencial de Fermi {\displaystyle V_{f}(\mathbf {r} )} que describe la dispersión en este caso es:
{\displaystyle V_{f}(\mathbf {r} )={\frac {h^{2}}{2\pi m_{n}}}b\delta (\mathbf {r} )}
donde {\displaystyle h} est la constante de Planck, {\displaystyle m_{n}} la masa del neutrón y {\displaystyle b}, la amplitud de dispersión, expresada en unidades de longitud por ser su transformada Fourier proporcional a la amplitud de la onda esférica. Como la transformada de Fourier de la función delta de Dirac es igual a 1, la amplitud de dispersión es independiente del ángulo de dispersión {\displaystyle 2\theta }. Por tratarse de una interacción nuclear, la amplitud de dispersión es diferente para cada isótopo y varía de manera irregular entre los elementos vecinos en la tabla periódica y entre isótopos de un mismo elemento . La amplitud de dispersión solo se puede determinar experimentalmente, puesto que la teoría de las fuerzas nucleares no es apropiada para calcular o predecir su valor a partir de otras propiedades del núcleo. El Instituto Nacional de Estándares y Tecnología ha tabulado los valores de {\displaystyle b} para neutrones térmicos, de longitudes de onda entre 1 y 4 Å. Dichos datos también se encuentran en las Tablas internacionales de cristalografía.
La amplitud de dispersión {\displaystyle b} depende de la energía de los neutrones incidentes, sobre todo cuando esta sobrepasa los 0,1 eV. Normalmente, la energía necesaria para excitar el núcleo es superior a la de los neutrones utilizados en los experimentos de difracción, por lo que no se suele observar una dispersión anómala significativa. Cuando este efecto llega a ser importante, como es el caso para el isótopo de boro 10B, {\displaystyle b} debe describirse como un número complejo
{\displaystyle b=b'+ib''}
La componente imaginaria  {\displaystyle b''} representa la variación de fase de {\displaystyle b} debido a la absorción de los neutrones incidentes, que también da lugar a dispersión incoherente. En la práctica, para simplificar el análisis de datos, no se suelen usar más que isótopos poco absorbentes; en el ejemplo del boro, se prefiere utilizar 11B.

### Interacciones magnéticas

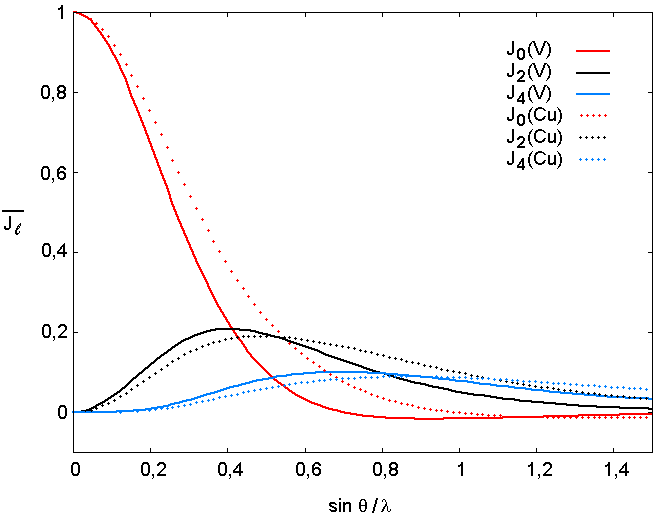
Las líneas continuas corresponden a las integrales radiales de orden 0 (em rojo), 2 (en negro) y 4 (en azul) para el vanadio(IV); las líneas discontinuas, para el cobre(II). Los valores representados en el gráfico están extraídos de las Tablas internacionales de cristalografía.

El neutrón es un fermión y, como tal, posee un espín, que interactúa con los momentos magnéticos —tanto de espín como orbitales— de los electrones desapareados de los orbitales externos de ciertos átomos, como los electrones de las subcapas electrónicas d en los metales de transición, 4f en las tierras raras y 5f en los actínidos, dando lugar a la dispersión magnética. En este caso, {\displaystyle \rho (\mathbf {r} )} representa la distribución espacial de los momentos magnéticos de los electrones desapareados. Como los orbitales electrónicos implicados en este fenómeno tienen un tamaño comparable a la longitud de onda de los neutrones, el factor de dispersión magnética es de una forma similar al factor de dispersión para los rayos X; sin embargo, solo los electrones de valencia contribuyen a la dispersión magnética. Por tanto, y al contrario de lo que ocurre en la dispersión nuclear, el objeto con el que interactúa el haz de neutrones tiene una talla efectiva relativamente grande, lo que conduce a una disminución rápida del factor de dispersión magnético en función de {\displaystyle \sin {(\theta )}/\lambda }. una segunda diferencia con la dispersión nuclear estriba en que el factor de dispersión magnético no depende de isótopo, sin del estado de oxidación del átomo.
El factor de dispersión magnético se escribe en función del operador densidad de magnetización {\displaystyle {\hat {M}}(\mathbf {r} )}, que cuantifica el momento magnético por unidad de volumen en el punto  {\displaystyle \mathbf {r} }, de la siguiente manera:
{\displaystyle f_{m}(\mathbf {k} )={\frac {\displaystyle {\langle q|\int _{0}^{\infty }{\hat {M}}(\mathbf {r} )\mathrm {e} ^{i\mathbf {k} \cdot \mathbf {r} }\mathrm {d} r^{3}|q\rangle }}{\displaystyle {\langle q|\int _{0}^{\infty }{\hat {M}}(\mathbf {r} )\mathrm {d} r^{3}|q\rangle }}}}
donde {\displaystyle \langle q|} representa un estado cuántico del átomo. En el caso especial que el vector de dispersión sea cero, el factor de dispersión magnético {\displaystyle f_{m}(0)} será proporcional al momento magnético total del átomo. En el caso en que el momento orbital esté «bloqueado» y un solo orbital de simetría esférica contribuya al factor de dispersión magnética, este se escribe como:
{\displaystyle f_{m}(\mathbf {k} )={\overline {J_{0}}}(\mathbf {k} )+\left(1-{\frac {2}{g}}\right){\overline {J_{2}}}(\mathbf {k} )}
donde {\displaystyle g} est le factor de Landé y las funciones {\displaystyle {\overline {J_{\ell }}}} son las integrales radiales de la función de onda radial {\displaystyle \psi _{r}(r)} de los electrones desapareados, definidas como:
{\displaystyle {\overline {J_{\ell }}}(\mathbf {k} )=4\pi \int _{0}^{\infty }J_{\ell }(kr)|\psi _{r}(r)|^{2}r^{2}{\mbox{d}}r}
donde {\displaystyle J_{\ell }} representa a la función de Bessel esférica de orden {\displaystyle \ell }.
Si el momento orbital no está bloqueado, el factor de dispersión magnética se expresa así:
{\displaystyle f_{m}(\mathbf {k} )={\overline {J_{0}}}(\mathbf {k} ){\frac {g_{S}}{g}}+\left({\overline {J_{0}}}(\mathbf {k} )+{\overline {J_{2}}}(\mathbf {k} )\right){\frac {g_{L}}{g}}}
con
{\displaystyle {\begin{array}{rcl}g_{S}&=&\displaystyle {\frac {J(J+1)-L(L+1)+S(S+1)}{J(J+1)}}\\[2ex]g_{L}&=&\displaystyle {\frac {J(J+1)+L(L+1)-S(S+1)}{2J(J+1)}}\\[2ex]g&=&\displaystyle {1+{\frac {g_{S}}{2}}}\end{array}}}
donde {\displaystyle L} es el momento angular orbital, {\displaystyle S} es el espín electrónico y {\displaystyle J} el momento angular electrónico total.
Si el orbital no tiene simetrría esférica, las integrales radiales {\displaystyle {\overline {J_{\ell }}}} de orden superior a 2 se deben tener en cuenta en los cálculos.

## Dispersión de electrones
Un haz de electrones interactúa tanto con el potencial eléctrico como el magnético de los átomos que encuentra en su camino, y el factor de dispersión electrónico es la transformada de Fourier de la distribución del potencial {\displaystyle \varphi (\mathbf {r} )}. Al contrario de lo que ocurre en los casos de dispersión de rayos X o de neutrones, la distribución {\displaystyle \varphi (\mathbf {r} )} no está localizada alrededor de un átomo, sino que es una función continua de {\displaystyle \mathbf {r} } que depende del conjunto de todos los átomos; no obstante, se puede expresar como la suma de las distribuciones {\displaystyle \varphi _{i}(\mathbf {r} )} de los átomos situados en las posiciones {\displaystyle \mathbf {r} _{i}}:
{\displaystyle \varphi (\mathbf {r} )=\sum _{i}\varphi _{i}(\mathbf {r} -\mathbf {r} _{i})}
La distribución del potencial eléctrico, que es el término predominante en la interacción con electrones es una función periódica denotada {\displaystyle \varphi _{e}(\mathbf {r} )} y la onda dispersada {\displaystyle \psi _{f}(\mathbf {r} )} viene dada por la ecuación de Schrödinger independiente del tiempo:
{\displaystyle {\overrightarrow {\nabla }}^{2}\psi _{f}(\mathbf {r} )+{\frac {8\pi ^{2}me}{h^{2}}}\left[E+\varphi _{e}(\mathbf {r} )\right]\psi _{f}(\mathbf {r} )=0}
en esta ecuación, {\displaystyle m} es la masa relativista de los electrones incidentes, {\displaystyle E} es su energía cinética y {\displaystyle e}, la carga del electrón. La corrección relativista de la masa en reposo del electrón {\displaystyle m_{0}} es necesaria porque el potencial de aceleración de los electrones en los experimentos de difracción varía entre los 10 y 200 voltios, que les imparte una velocidad {\displaystyle v} entre un 20 y un 70  de la velocidad de la luz {\displaystyle c}. Aplicando esta corrección, la masa del electrón y su longitud de onda son:
{\displaystyle m={\frac {m_{0}}{\sqrt {1-({\frac {v}{c}})^{2}}}}\,,~\lambda ={\frac {h}{m_{0}c}}{\frac {\sqrt {1-({\frac {v}{c}})^{2}}}{\frac {v}{c}}}}
La solución de la ecuación de Schrödinger resulta en:
{\displaystyle \psi _{f}(\mathbf {r} )=\psi _{i}(\mathbf {r} )+{\frac {2\pi me}{h^{2}}}\int _{0}^{\infty }{\frac {\mathrm {e} ^{-i\mathbf {k} |\mathbf {r} -\mathbf {r'} |}}{|\mathbf {r} -\mathbf {r'} |}}\varphi _{e}(\mathbf {r'} )\psi _{f}(\mathbf {r'} ){\mbox{d}}\mathbf {r'} }
donde {\displaystyle \psi _{i}} representa la onda incidente. Se trata de una expresión recurrente, pues {\displaystyle \psi _{f}} aparece en la integral, y el cálculo del factor de dispersión ateniéndose a la definición general es bastante más complicado que en el caso de los rayos X.

### Aproximaciones

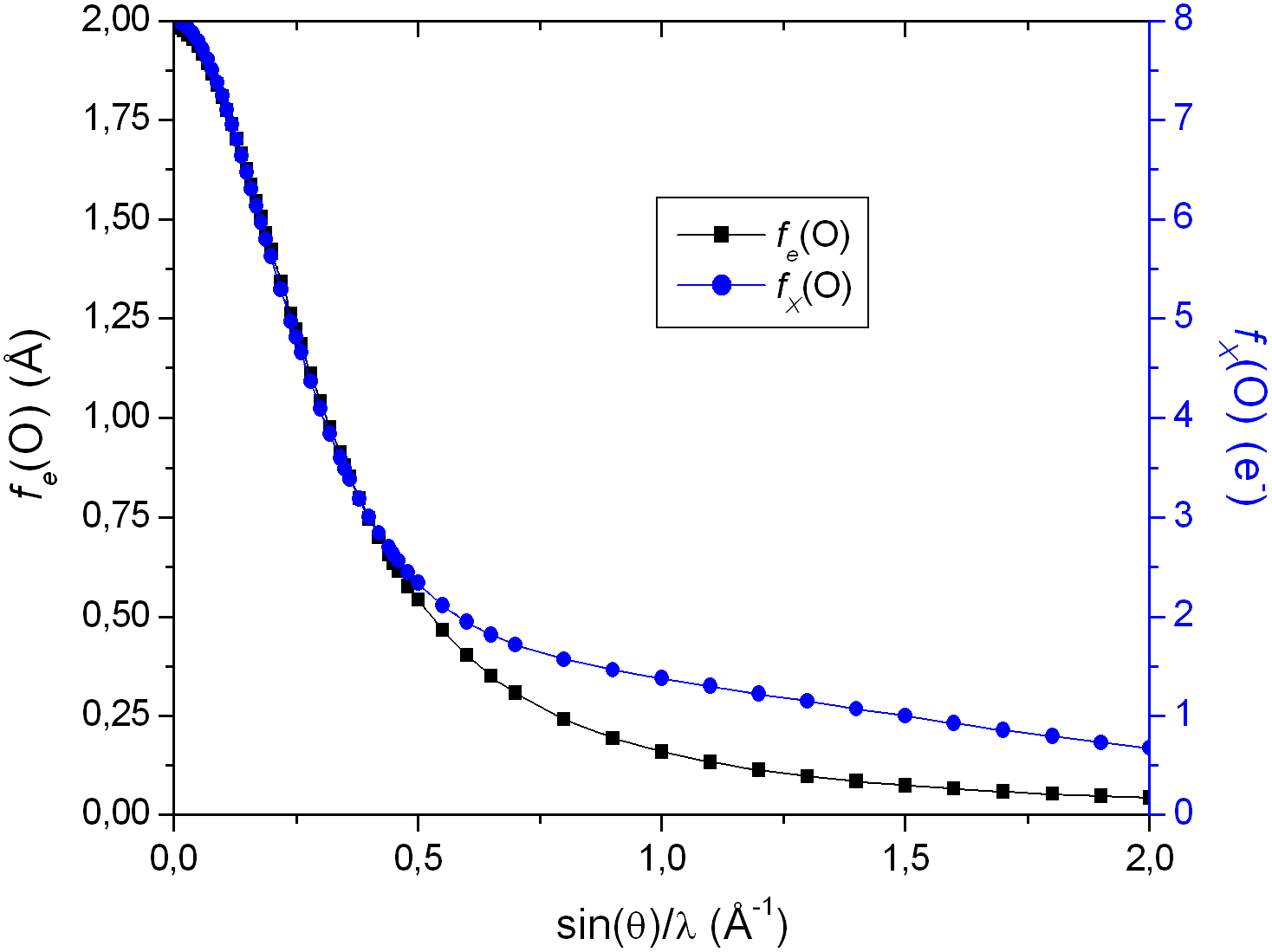
Factores de dispersión del oxígeno para electrones (en negro) y rayos X (en azul). Gráfico efectuado a partir de los datos en las Tablas internacionales de cristalografía.

Los factores de forma atómica para electrones, {\displaystyle f_{e}}, pueden calcularse a partir de los homólogos para los rayos X {\displaystyle f_{X}} mediante la fórmula de Mott, que, aproximando para átomos aislados y de simetría esférica, se escribe así:
{\displaystyle f_{e}(\mathbf {k} )={\frac {8\pi ^{2}me^{2}}{h^{2}}}{\frac {Z-f_{X}(\mathbf {k} )}{|\mathbf {k} |^{2}}}={\frac {me^{2}}{2h^{2}}}\left({\frac {\lambda }{\sin {\theta }}}\right)^{2}\left(Z-f_{X}(\mathbf {k} )\right)}
donde {\displaystyle Z} es el número atómico; {\displaystyle f_{e}} se expresa en Å. Esta fórmula toma en cuenta tanto la dispersión elástica de la nube electrónica, como la del núcleo y no es válida para ángulos de dispersión muy bajos, puesto que el segundo término de la expresión diverge para  {\displaystyle \mathbf {k} =0}; En este caso, se usa la fórmula de Ibers:
{\displaystyle f_{e}(\mathbf {0} )={\frac {4\pi ^{2}me^{2}}{3h^{2}}}Z\langle r^{2}\rangle }
donde {\displaystyle \langle r^{2}\rangle } es el valor medio del radio del átomo al cuadrado.
El factor atómico de forma también se puede expresar en términos de la permitividad del vacío {\displaystyle \epsilon _{0}}:
{\displaystyle {\begin{array}{rcl}f_{e}(\mathbf {k} )&=&\displaystyle {{\frac {2\pi me^{2}}{h^{2}\epsilon _{0}}}{\frac {Z-f_{X}(\mathbf {k} )}{|\mathbf {k} |^{2}}}}\\[2ex]f_{e}(\mathbf {0} )&=&\displaystyle {{\frac {\pi me^{2}}{3h^{2}\epsilon 0}}Z\langle r^{2}\rangle }\end{array}}}

### Interpolaciones
Los valores de los factores atómicos de forma de los átomos e iones para valores de {\displaystyle \sin(\theta )/\lambda } entre 0 y 6 Å|−1 se listan en las Tablas internacionales de cristalografía.
Dichos valores se pueden interpolar por una suma de cinco gaussianas:
{\displaystyle f_{e}\left({\frac {\sin {\theta }}{\lambda }}\right)\approx \sum _{i=1}^{5}a_{i}\mathrm {e} ^{-b_{i}\left({\frac {\sin {\theta }}{\lambda }}\right)^{2}}}
Los parámetros {\displaystyle a_{1}}, {\displaystyle b_{1}}, {\displaystyle a_{2}}, {\displaystyle b_{2}}, {\displaystyle a_{3}}, {\displaystyle b_{3}}, {\displaystyle a_{4}}, {\displaystyle b_{4}}, {\displaystyle a_{5}} y {\displaystyle b_{5}} aparecen asimismo en las Tablas internacionales de cristalografía.

### Corrección no esférica
Al igual que los rayos X, los electrones son sensibles a la forma de la nube electrónica, caracterizada por la distribución del potencial {\displaystyle \varphi ({\vec {r}})}. Los enlaces químicos dan lugar a una desviación de la simetría esférica de los electrones externos. Para ángulos de dispersión altos, la fórmula de Mott es siempre válida, siempre que se usen valores de {\displaystyle f_{X}} corregidos.